# Édito de Teodorico
O Édito de Teodorico (Edictum Theodorici regis) é um conjunto de leis que data do século V ou VI e é um dos códigos promulgados pelos reis germânicos para resolver questões entre germânicos e romanos em seus reinos.
O documento é composto de um prefácio, 155 capítulos, e uma conclusão. Suas disposições são na maioria tomadas do direito romano, tais como o Código Gregoriano, o Código Hermogeniano e o Código de Teodósio.
Sua autenticidade, diferentemente de antes, não está mais em dúvida. Assim como seu carácter, o édito é na maior parte uma reelaboração da legislação romana; seu interesse principal está em, diferentemente da maioria dos códigos romano-bárbaros, mais no aspecto territorial que em uma forma de poder pessoal e suas provisões tratam romanos e bárbaros de forma igual. Diferenças explícitas são feitas somente para judeus que teriam seus próprios juízes.
O problema do autor do código é um dos mais complicados: desde que o editio princeps foi impresso em 1579 devido a Pierre Pithou o texto tem sido atribuído ao rei ostrogótico Teodorico, o Grande, e a origem italiana do código parece estar apoiada pelo capítulo 111, onde estão presentes disposições específicas relativas a Roma. Apesar disso, o assunto desde 1953 tornou-se altamente controversa, e tem sido considerada como emanada do rei visigodo Teodorico II, enquanto outros o atribuem a Odoacro, com alguns defendendo a atribuição tradicional que lhe dá o nome.